# Monte Plata
Nagua – miasto i gmina na Dominikanie; stolica prowincji Monte Plata.

## Opis
Miasto założone zostało w 1606 roku, położone jest na północy Dominikany, zajmuje powierzchnię 623,55 km² i liczy 14 850 mieszkańców 1 grudnia 2010.